# Vexin
Vexin er en tidligere region i Frankrig som siden det 10. århundrede var delt mellem det normanniske Vexin (Vexin normand) og det franske Vexin (Vexin français).
Vexin er afledt af navnet på den galliske stamme veliocassi som havde hovedstad i Rouen. Senere blev området en region. De normanniske angreb under Rollo blev bragt til ophør ved Saint-Clair-sur-Epte-traktaten som blev underskrevet i efteråret 911 mellem frankernes konge Karl den Enfoldige (konge 898-922) og Rollo. Traktaten grundlagde hertugdømmet Normandiet og satte dets grænser mod kongedømmet Frankrig langs floden Epte. Det delte Vexin i to dele:
- Det normanniske Vexin, som blev en del af hertugdømmet Normandiet og nu er en del af den franske région Haute-Normandie. Den er afgrænset af floderne Epte, Andelle og Seinen.
- Den franske del af Vexin forblev en del af Île-de-France. Det består af dagens departementet Val-d'Oise og Yvelines og er afgrænset af floderne Epte, Oise og Seinen. En regional naturpark blev grundlagt i det franske Vexin i 1995.